# Inscription de Mirh-Narseh
L'Inscription de Mirh-Narseh est une inscription située sur le versant sud du col de Tangab,  sur l'ancienne route menant à la ville de Gür (en). Datée du Ve siècle, elle a été gravée sur ordre du ministre sassanide Mihr-Narseh pour commémorer la construction d'un pont à cet endroit, le Pont de Mihr-Narseh, dont il reste des vestiges. Ce monument figure dans la liste des monuments nationaux d'Iran.

## Description

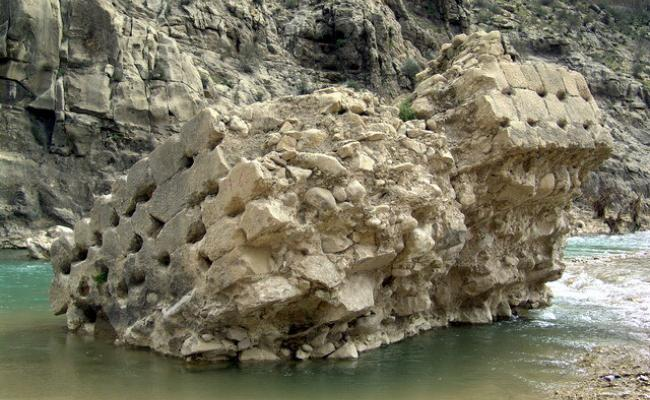
Vestige du Pont de Mihr-Narseh.

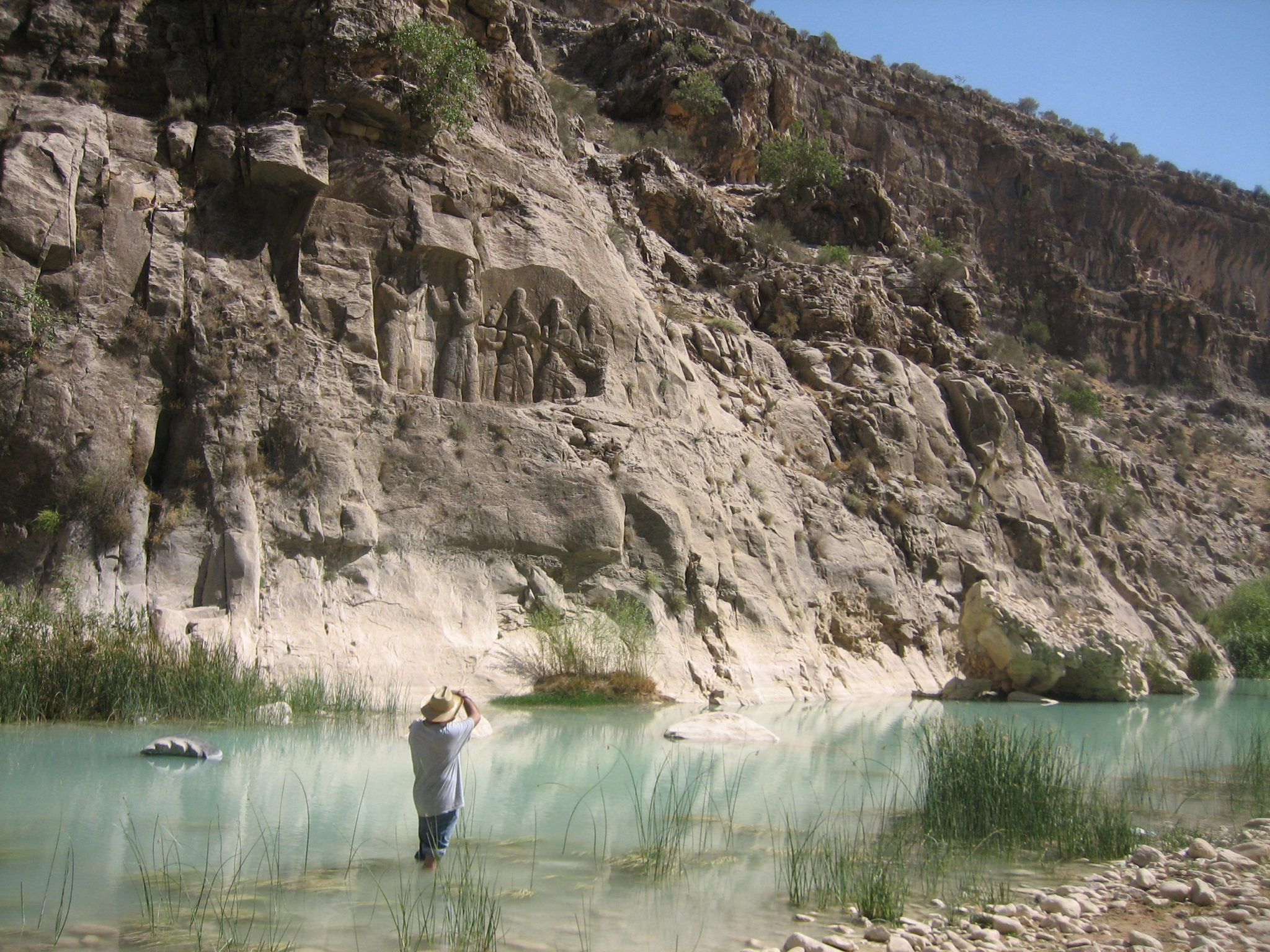
Figures sculptées sur la falaise : il s'agit du pétroglyphe d'Ardachir Ier.

Le texte est sur une surface mesurant 80 x 50 cm et écrit en sept lignes en écriture pehlevi. Des signes d'érosion sont visibles surtout dans les première, sixième et septième lignes. L'inscription et les vestiges du pont sont situés près du relief d'Ardashir Babakan.
Le texte a été traduit comme suit : « Ce pont a été construit sur ordre de Mehnarse, et Zarg Fermdar, pour son bonheur mental et à ses frais. Quiconque emprunte cette route, priez pour Mehr Narse et ses enfants, car c'est lui qui a construit ce passage ici. Avec l’aide et la grâce de Dieu, il n’y aura ni mensonge ni tromperie. »

## Interprétations
Ernst Herzfeld est celui qui pour la première fois rapporte l'existence de cette inscription dans son rapport de 1924 à la Société orientale allemande, mais il suppose qu'elle a trait à Abarsam, ministre d'Ardachir Ier. En 1947, Roman Ghirshman présente une copie de l'inscription et sa traduction française. Comme Herzfeld, il pense également que l'inscription a été écrite sur ordre d'Abarsam.
Le linguiste Walter Henning, qui doutait de l'exactitude de la lecture de Herzfeld et Gershman, examine l'inscription lors d'un voyage en Iran en 1950 et en réalise un moule en latex. Après un examen attentif, Henning finit par déceler le nom du commanditaire de l'inscription - Mihr-Narseh - au milieu de la première ligne et à la fin de la quatrième ligne.

## Notes et références

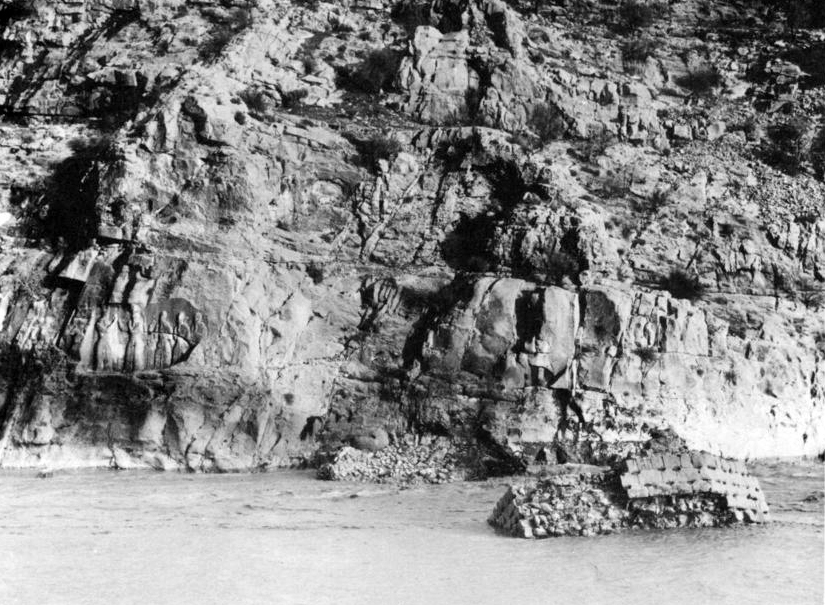
Le site en 1948
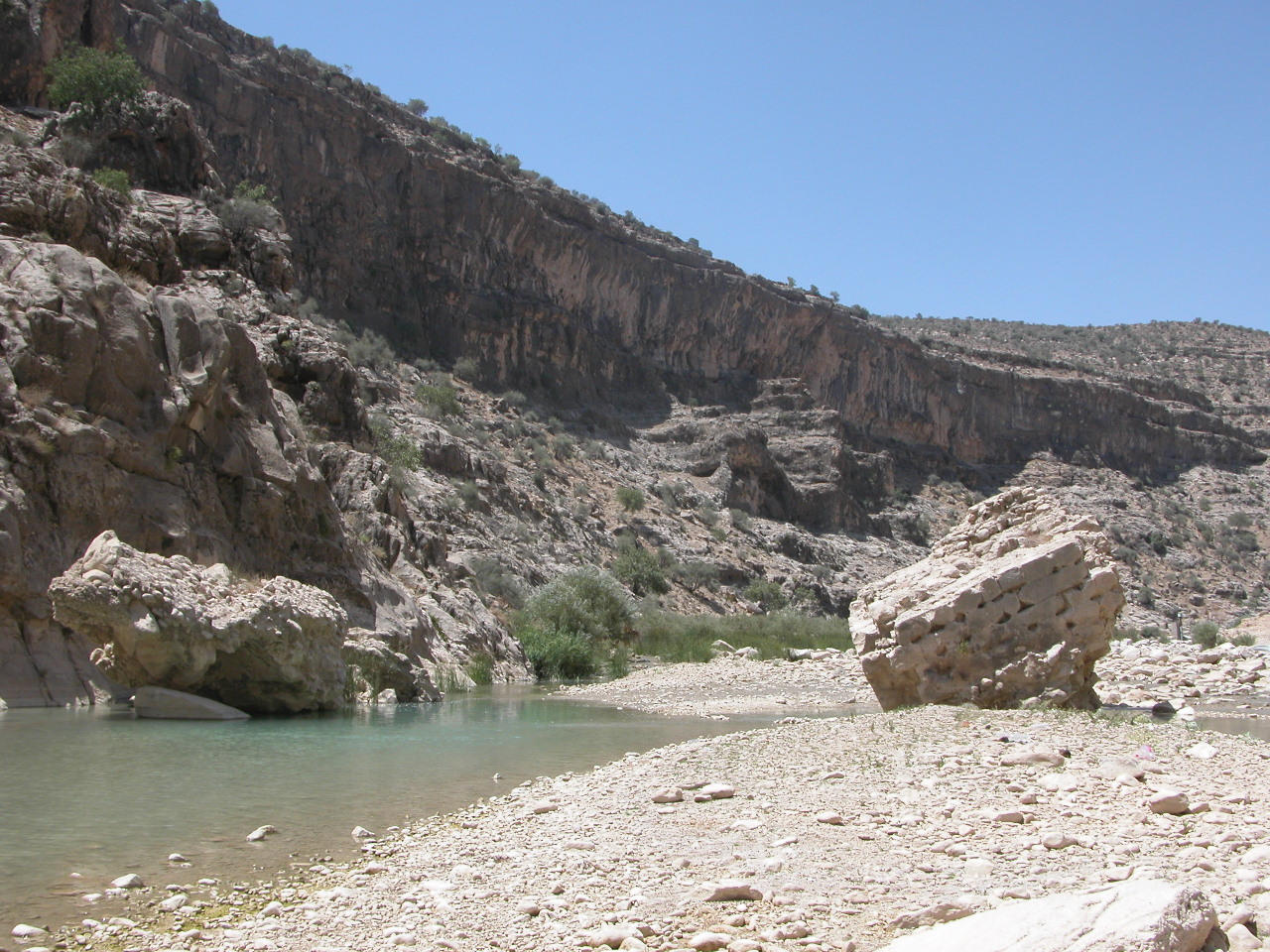
Vue générale du site actuel.